# 141 (število)
141 (stó ênainštírideset) je naravno število, za katero velja 141 = 140 + 1 = 142 - 1.

## V matematiki
- sestavljeno število.
- osmo središčno petkotniško število.